# Columbina
Columbina es un género de aves columbiformes de la familia Columbidae que viven en el Nuevo Mundo. Se encuentran normalmente en parejas o pequeñas bandadas, generalmente en campo abierto. Tienen ojos rojos y patas rosadas. Cuando vuelan, hay un flash distintivo de color oscuro en sus alas. Nombre comunes para múltiples especies dentro del género incluyen tortolita, tortolito, totaqui, urpi, y urpila.

## Especies
Se conocen nueve especies de Columbina:
- Columbina inca, Tortolita (Mexicana) o Coquita
- Columbina squammata
- Columbina passerina
- Columbina minuta
- Columbina buckleyi, Tortolita Ecuatoriana o Palomita Tierrera (ave endémica de Ecuador)
- Columbina talpacoti, Tortolita Canela, Tortolita rojiza o Cocochita
- Columbina cruziana, Tortolita Croante (Ecuador), Tortolita quiguagua (Chile)
- Columbina cyanopis
- Columbina picui, Tortolita cuyana (Chile)

### En Ecuador
Las dos especies que se encuentran en Ecuador (C. buckleyi y C. cruziana) se las puede observar en el Jardín Botánico de Guayaquil son especies comunes y fáciles de observar.